# 이은범
이은범(李殷汎, 1996년 1월 30일 ~ )은 대한민국의 축구 선수이며, 포지션은 윙어와 스트라이커이다. 현재 K리그2 충남 아산 축구단에서 활약하고 있다

## 유소년 선수 경력
이은범은 서남대학교 축구부에 입단하였다. 대학 선수였지만, 꽤나 긴 기간을 무명 선수로 지냈다. 그러나 김기남 서남대 축구부 감독의 권유 아래 미드필더에서 공격수로 포지션을 변경한 뒤, 꽃을 피우기 시작했다.

## 클럽 경력
이은범은 2017 시즌을 앞두고, 입단 테스트를 거쳐 자유계약으로 제주 유나이티드 FC에 입단하였다. 뛰어난 스피드를 바탕으로, 팀에서 많은 도움을 받으며 같이 성장하였다. 2017 시즌 14라운드 울산 현대와의 원정 경기에서 프로 데뷔 무대를 가졌으며, 곧바로 15라운드 포항 스틸러스와의 홈 경기에서 프로 데뷔골을 터뜨렸다. 19라운드 강호 전북 현대 모터스를 상대로 시즌 2호골을 터뜨리기도 하였다. 프로 첫 시즌 14경기 2골을 기록하며, 순조로운 출발을 시작하였다.